# Zegartowice (Raciechowice)
Zegartowice ist eine Ortschaft mit einem Schulzenamt der Gmina Raciechowice im Powiat Myślenicki der Woiwodschaft Kleinpolen in Polen. Der Ort liegt an der Stradomka im Pogórze Wiśnickie.

## Geschichte
1348 wurde Wenchnik de Zekar(t)owicze erwähnt, Jan Długosz schrieb in den Jahren 1470 bis 1480 über Szygarthowycze, villa sub parochia de Gora sita. Der patronymische Ortsname (Suffix -(ow)ice) ist vom Personennamen Zegart (z. B. 1410 als Zegart de Wlossana erwähnt, Zygart ≤ Sigihard, Sieg(h)art ).
In der Ersten Teilung Polens wurde das Dorf 1772 Teil des neuen Königreichs Galizien und Lodomerien des habsburgischen Kaiserreichs (ab 1804). Nach der Aufhebung der Patrimonialherrschaften bildete es nach 1850 eine Gemeinde im Bezirk Wieliczka.
1918, nach dem Ende des Ersten Weltkriegs und dem Zusammenbruch der k.u.k. Monarchie, wurde Zegartowice, mit Ausnahme der Zeit der Besetzung Polens durch die Wehrmacht im Zweiten Weltkrieg, Teil Polens. Es gehörte dann zum Distrikt Krakau des Generalgouvernements.
Von 1945 bis 1998 gehörte Zegartowice zur Woiwodschaft Krakau.

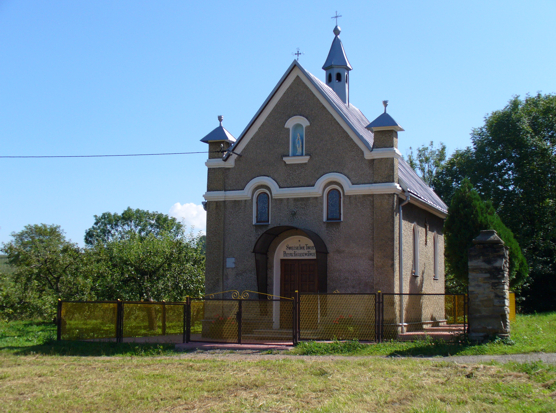
Kapelle
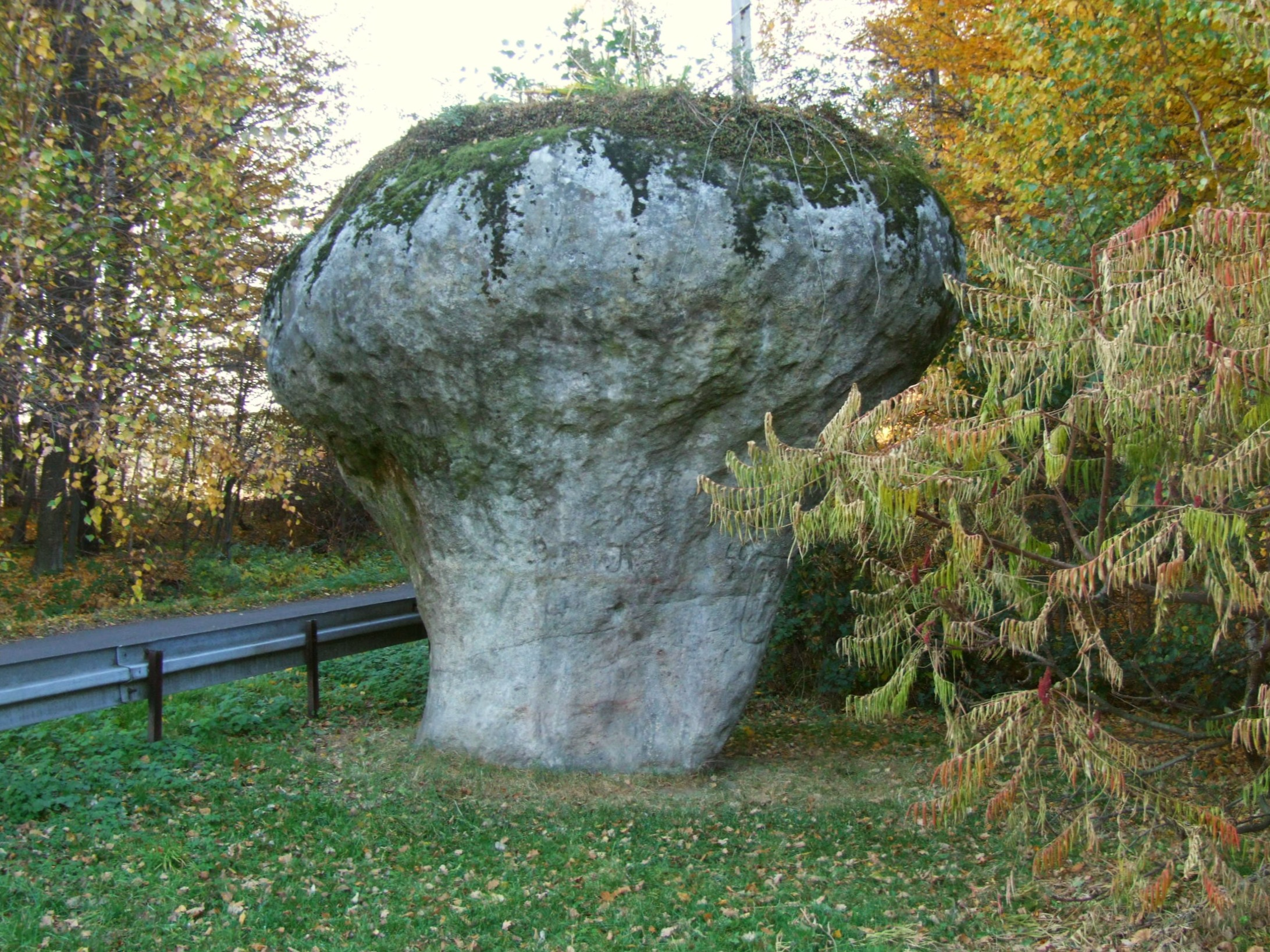
Pilzfelsen

## Persönlichkeiten
- Stanisław Radziejowski (1863–1950), Maler
- Rafał Majka (* 1989), Radrennfahrer